# 恋におちたら (Crystal Kayの曲)
「恋におちたら」（こいにおちたら）は、Crystal Kayの通算17枚目のシングル。2005年5月18日に、エピックレコードジャパンから発売された。

## 概要
- 表題曲は、フジテレビ系ドラマ『恋におちたら〜僕の成功の秘密〜』主題歌に起用され、2022年現在、自身最大のヒット・シングルとなっている。
- 2010年に「恋におちたら Genki Rockets Remix」がテレビ神奈川「sakusaku」2010年1月度エンディングテーマに起用された。
- 2009年にデビュー10周年の企画「Let's Vote -みんなが選んだCrystal Kayの大好きな曲-」で2位を獲得。
- 2014年にはE-girlsとしても活動する「Flower」がカヴァーした。
- 2024年、鈴木愛理がカバー[1]。

## 収録曲
1. 恋におちたら
  - 作詞：H.U.B.／作曲：坂詰美紗子／編曲：Shingo.S
2. LOVE it TAKE it
  - 作詞：渡辺なつみ／作曲：Jamelia Davis、Sean Hosein、Dane Deviller／編曲：Jamelia Davis
3. BET YOU DON'T KNOW（English Version）
  - 作詞・作曲：Crystal Kay、Ashley Ingram／編曲：Ashley Ingram
4. 恋におちたら（Instrumental）

## その他
- 日本テレビ系『行列のできる法律相談所』（2009年8月9日に放送分）で、ガレッジセールのゴリが、妻との思い出の一曲として「恋におちたら」を紹介し、VTRを受けてCrystal Kayがサプライズゲストとして登場し、スタジオで披露した。それがきっかけで、同年8月10日に、レコチョクの着うたフルランキングで1万件近くのダウンロード件数を記録し、3位にランクインした[2]。
- 作曲を提供をした坂詰美紗子は、この作品が作家としてのデビュー作となる。後に坂詰自身も2008年に歌手としてメジャーデビューを果たし、2009年にリリースしたアルバム『love note』でこの曲をセルフカバーした。